# Centaurea sicana
Centaurea sicana — вид квіткових рослин родини айстрових (Asteraceae). Ареал: Сицилія.

## Морфологічний опис

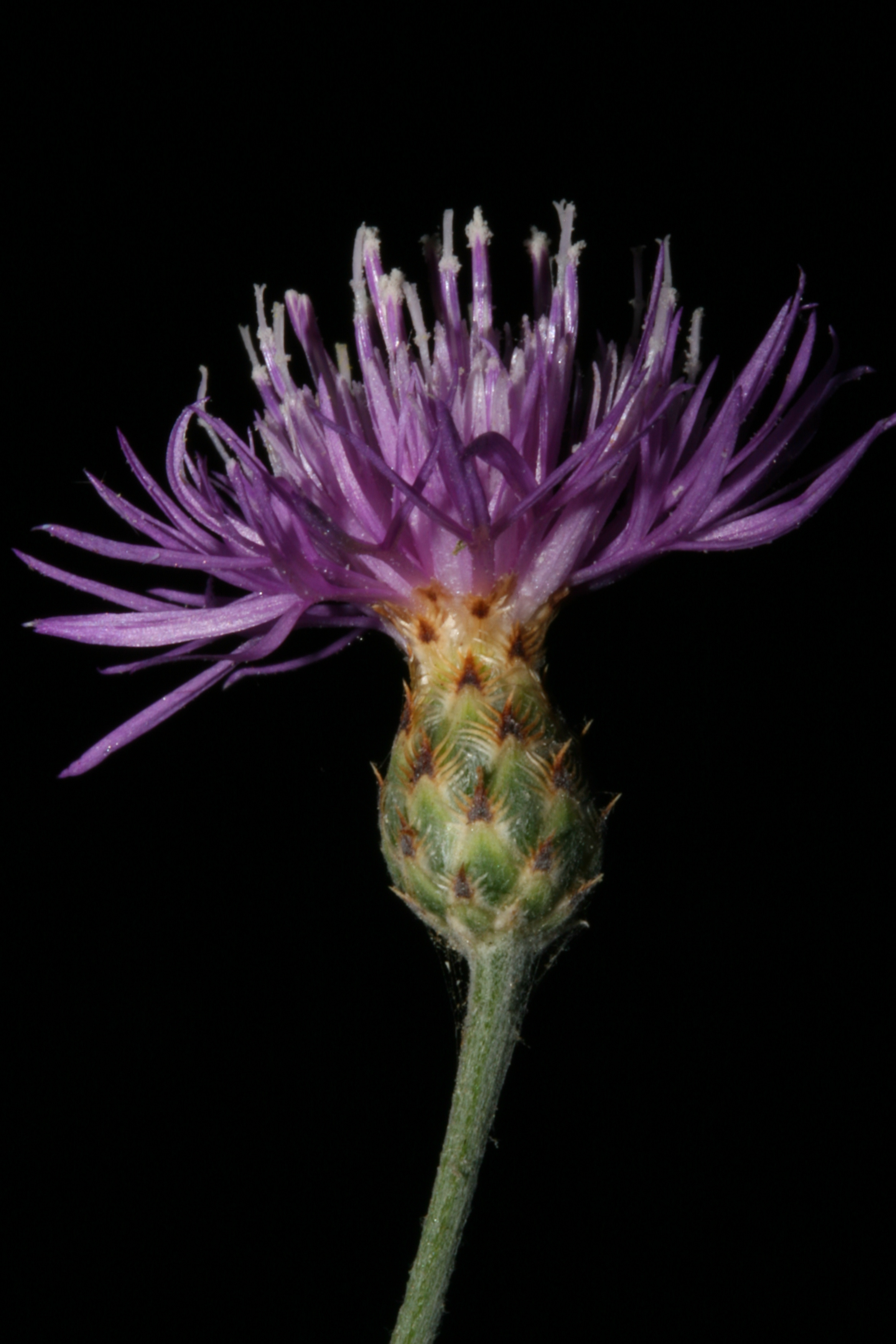

Це багаторічна рослина, зеленувата й багатостовбурна, ≈ 50 см заввишки. Стебло дерев'янисте і розгалужене з тонкими, рідко запушеними гілками. Листки глибоко лопатеві, запушені. Квітки зібрані в щиткоподібні суцвіття, світло-рожево-бузкові. Сім'янка ≈ 4 мм з папусом ≈ 1.5 мм. Пізнє весняно-літнє цвітіння з травня по липень.